# 天鹰座V603
天鹰座 V603（或1918年天鹰座新星）是1918年出现在天鹰座的一颗明亮的新星。
它的最高视星等达到−1.4，是当代最明亮的新星。

## 發現史
醫學教授兼業餘天文學家齊格蒙特·拉斯科夫斯基（Zygmunt Laskowski）首次觀測到該星，隨後於1918年6月8日晚上由英國業餘天文學家格蕾絲·庫克（Grace Cook）確認該發現。天鷹座 V603是望遠鏡時代記錄到最亮的一顆新星。它比天狼星和老人星之外的所有恆星都還亮。雖然第谷超新星和開普勒超新星比天鷹座 V603更亮，但都發生在望遠鏡發明之前。